# Allonyx quadrimaculatus
Espèce
Allonyx quadrimaculatus est une espèce d'insectes de l'ordre des coléoptères, de la famille des Cleridae, du genre Allonyx.
Synonymie
Selon BioLib (18 août 2014)
- Attelabus quadrimaculatus Schaller, 1783

Selon INPN (18 août 2014)
- Clerus maculatus Geoffroy, 1785

## Répartition et habitat

### Répartition
Il est présent en France (dont Nord-Pas-de-Calais).

## Systématique
L'espèce Allonyx quadrimaculatus est décrite par l'entomologiste allemand Johann Gottlieb Schaller en 1783 sous le protonyme Attelabus quadrimaculatus.